# Tour of Britain 2022
Il Tour of Britain 2022, diciottesima edizione della corsa e valevole come trentottesima prova dell'UCI ProSeries 2022 categoria 2.Pro, si svolse in cinque tappe dal 4 all'8 settembre 2022 su un percorso di 856,4 km, con partenza da Aberdeen ed arrivo a Mansfield, nel Regno Unito. La manifestazione sarebbe dovuta proseguire sino all'11 settembre su un percorso di 1 352,1 km con arrivo a The Needles, ma le ultime tre tappe sono state cancellate a causa degli eventi occorsi nel tardo pomeriggio di giovedì 8 settembre, con l'annuncio della morte di Sua Maestà la Regina Elisabetta II. La vittoria fu appannaggio dello spagnolo Gonzalo Serrano, il quale completò il percorso in 20h53'01", precedendo il britannico Thomas Pidcock ed il connazionale Omar Fraile.

## Tappe
| Tappa  | Data         | Percorso                       | km            | Vincitore di tappa | Leader cl. generale |
| ------ | ------------ | ------------------------------ | ------------- | ------------------ | ------------------- |
| 1ª     | 4 settembre  | Aberdeen > Glenshee Ski Centre | 181,3         | Corbin Strong      | Corbin Strong       |
| 2ª     | 5 settembre  | Hawick > Duns                  | 175,2         | Cees Bol           | Corbin Strong       |
| 3ª     | 6 settembre  | Durham > Sunderland            | 163,6         | Kamiel Bonneu      | Benjamin Perry      |
| 4ª     | 7 settembre  | Redcar > Duncombe Park         | 149,5         | Gonzalo Serrano    | Gonzalo Serrano     |
| 5ª     | 8 settembre  | West Bridgford > Mansfield     | 186,8         | Jordi Meeus        | Gonzalo Serrano     |
| 6ª     | 9 settembre  | Tewkesbury > Gloucester        | 170,9         | cancellata         | cancellata          |
| 7ª     | 10 settembre | West Bay > Ferndown            | 175,9         | cancellata         | cancellata          |
| 8ª     | 11 settembre | Ryde > The Needles             | 148,9         | cancellata         | cancellata          |
| Totale | Totale       | Totale                         | 1 352,1 856,4 |                    |                     |

## Squadre e corridori partecipanti
| N.    | Cod. | Squadra                     |
| ----- | ---- | --------------------------- |
| 1-7   | IGD  | Ineos Grenadiers            |
| 11-17 | DSM  | Team DSM                    |
| 21-27 | ISN  | Israel-Premier Tech         |
| 31-37 | RWC  | Ribble Weldtite Pro Cycling |
| 41-47 | BWB  | Bingoal Pauwels Sauces WB   |
| 51-57 | CJR  | Caja Rural-Seguros RGA      |
| 61-67 | HPM  | Human Powered Health        |
| 71-77 | BOH  | Bora-Hansgrohe              |
| 81-87 | RDW  | WiV SunGod                  |

| N.      | Cod. | Squadra                  |
| ------- | ---- | ------------------------ |
| 91-97   | BCF  | Bardiani-CSF-Faizanè     |
| 101-107 | MOV  | Movistar Team            |
| 111-117 | UXT  | Uno-X Pro Cycling Team   |
| 121-127 | SPC  | Saint Piran              |
| 131-137 | GLC  | Global 6 Cycling         |
| 141-147 | T4Q  | Team Qhubeka             |
| 151-157 | GBR  | Selezione britannica     |
| 161-167 | SVB  | Sport Vlaanderen-Baloise |
| 171-177 | TRI  | Trinità Corsa            |

## Dettagli delle tappe

### 1ª tappa
- 4 settembre: Aberdeen > Glenshee Ski Centre –  181,3 km

Risultati
| Pos. | Corridore         | Squadra | Tempo    |
| ---- | ----------------- | ------- | -------- |
| 1    | Corbin Strong     | Israel  | 4h36'37" |
| 2    | Omar Fraile       | Ineos   | s.t.     |
| 3    | A. H. Johannessen | Uno-X   | s.t.     |

| Pos. | Corridore         | Squadra | Tempo    |
| ---- | ----------------- | ------- | -------- |
| 1    | Corbin Strong     | Israel  | 4h36'37" |
| 2    | Omar Fraile       | Ineos   | s.t.     |
| 3    | A. H. Johannessen | Uno-X   | s.t.     |

### 2ª tappa
- 5 settembre: Hawick > Duns –  175,2 km

Risultati
| Pos. | Corridore     | Squadra     | Tempo    |
| ---- | ------------- | ----------- | -------- |
| 1    | Cees Bol      | DSM         | 4h08'35" |
| 2    | Jake Stewart  | G. Bretagna | s.t.     |
| 3    | Corbin Strong | Israel      | s.t.     |

| Pos. | Corridore     | Squadra     | Tempo    |
| ---- | ------------- | ----------- | -------- |
| 1    | Corbin Strong | Israel      | 8h44'58" |
| 2    | Jake Stewart  | G. Bretagna | a 8"     |
| 3    | Omar Fraile   | Ineos       | s.t.     |

### 3ª tappa
- 6 settembre: Durham > Sunderland – 163,6 km

Risultati
| Pos. | Corridore            | Squadra   | Tempo    |
| ---- | -------------------- | --------- | -------- |
| 1    | Kamiel Bonneu        | Sport Vl. | 4h05'33" |
| 2    | Benjamin Perry       | WiV       | s.t.     |
| 3    | Alexander Richardson | St. Piran | s.t.     |

| Pos. | Corridore          | Squadra | Tempo     |
| ---- | ------------------ | ------- | --------- |
| 1    | Benjamin Perry     | WiV     | 12h50'31" |
| 2    | Corbin Strong      | Israel  | a 7"      |
| 3    | Mathijs Paasschens | Bingoal | a 11"     |

### 4ª tappa
- 7 settembre: Redcar > Duncombe Park, Helmsley –  149.5 km

Risultati
| Pos. | Corridore       | Squadra  | Tempo    |
| ---- | --------------- | -------- | -------- |
| 1    | Gonzalo Serrano | Movistar | 3h40'38" |
| 2    | Thomas Pidcock  | Ineos    | s.t.     |
| 3    | Dylan Teuns     | Israel   | s.t.     |

| Pos. | Corridore       | Squadra  | Tempo     |
| ---- | --------------- | -------- | --------- |
| 1    | Gonzalo Serrano | Movistar | 16h31'15" |
| 2    | Thomas Pidcock  | Ineos    | a 7"      |
| 3    | Omar Fraile     | Ineos    | s.t.      |

### 5ª tappa
- 8 settembre: West Bridgford > Mansfield –  186,8 km

Risultati
| Pos. | Corridore      | Squadra | Tempo    |
| ---- | -------------- | ------- | -------- |
| 1    | Jordi Meeus    | Bora    | 4h21'46" |
| 2    | S. Aniołkowski | Bingoal | s.t.     |
| 3    | Thomas Pidcock | Ineos   | s.t.     |

| Pos. | Corridore       | Squadra  | Tempo     |
| ---- | --------------- | -------- | --------- |
| 1    | Gonzalo Serrano | Movistar | 23h53'01" |
| 2    | Thomas Pidcock  | Ineos    | a 3"      |
| 3    | Omar Fraile     | Ineos    | a 7"      |

### 6ª tappa
- 9 settembre: Tewkesbury > Gloucester –  170,9 km

cancellata

### 7ª tappa
- 10 settembre: West Bay > Ferndown –  175,9 km

cancellata

### 8ª tappa
- 11 settembre: Ryde > The Needles –  148,9 km

cancellata

## Evoluzione delle classifiche[2]
| Tappa              | Vincitore          | Classifica generale Maglia blu |
| ------------------ | ------------------ | ------------------------------ |
| 1ª                 | Corbin Strong      | Corbin Strong                  |
| 2ª                 | Cees Bol           | Corbin Strong                  |
| 3ª                 | Kamiel Bonneu      | Benjamin Perry                 |
| 4ª                 | Gonzalo Serrano    | Gonzalo Serrano                |
| 5ª                 | Jordi Meeus        | Gonzalo Serrano                |
| 6ª                 | cancellata         | Gonzalo Serrano                |
| 7ª                 | cancellata         | Gonzalo Serrano                |
| 8ª                 | cancellata         | Gonzalo Serrano                |
| Classifiche finali | Classifiche finali | Gonzalo Serrano                |